# Grezzana
Grezzana (Gressàna in veneto) è un comune italiano di 10 772 abitanti della provincia di Verona in Veneto.

## Geografia fisica
Grezzana è un comune che si colloca a metà strada tra Verona e la Lessinia, nella Valpantena. Dista circa 9 km dal capoluogo provinciale ed è situato a 169 m sul livello del mare.
Confina a nord con Erbezzo, a nord-est con Bosco Chiesanuova e Cerro Veronese, ad est con Roverè Veronese, a sud con Verona, ad ovest con Negrar di Valpolicella e a nord-ovest con Sant'Anna d'Alfaedo.
Il territorio comunale si estende nella parte centro-settentrionale della Valpantena, fino alle dorsali collinari al confine con la val Squaranto a est e la Valpolicella a ovest.
A nord della frazione di Lugo, la Valpantena si divide in 3 profondi vaj: il vajo della Marciora, il vajo dei Falconi ed il vajo dell'Anguilla. 
A nord di queste insenature svettano alcuni tra i più importanti massicci lessinici, come il Monte Tomba, il Corno d'Aquilio e il Corno Mozzo.
Nella parte meridionale del comune prevalgono le coltivazioni di viti e ulivi, con zone di collina alternate a zone di pianura, mentre nelle parti centrale e settentrionale sono presenti i primi rilievi lessinici, con ampie zone di pascoli.
Il punto comunale più alto è localizzato sul Monte Santa Viola a 830 m sopra la frazione di Azzago, mentre quello più basso a 143 metri nella zona confinante con Verona in Valpantena.

## Storia
Sono incerte le notizie che riguardano la nascita della prima comunità cristiana nella Valpantena.
Sembra (abbastanza attendibilmente) che la religione cristiana sia giunta nella Valpantena verso il IV secolo, cioè quando si ebbero le prime conversioni ad opera di missionari provenienti da S. Giustina di Illasi (in onore della più nobile martire veneta di origine padovana e morta nel 304), che ricopriva allora l'incarico di oratorio per la evangelizzazione di tutta la provincia di Verona.
In seguito (fine IV secolo) furono istituiti altri oratori per l'evangelizzazione, le cosiddette "pievi pagensi" (della campagna, dette poi anche "pievi mariane"). In questo periodo se ne nota una anche a Grezzana. Infatti, nella nostra provincia, in questo arco di tempo si era passati da due soli centri per l'educazione cristiana (S. Giustina di Palazzolo Sommacampagna e S. Giustina di Illasi) a ben 7 luoghi da cui veniva diffusa e accresciuta la fede dei primi cristiani, i quali trovavano difficoltà in una valle in cui molto fiorente era il culto pagano (anche perché era una zona molto frequentata dai patrizi romani della città a anche per i numerosi tempietti, caverne, fontane e boschi che i nobili romani nel tempo più splendido dell'impero avevano costruito), basta ricordare il lucus (bosco sacro agli dei) presso Lugo e il tempietto dedicato a Venere presso Vendri.
Verso il V secolo si comincia ad avere notizie di qualche conversione al cristianesimo.
Verso l'800 si ha notizia della costituzione a Grezzana (la cui origine è data da un certo patrizio romano Lucio Curio Antilio net II secolo a.C.) di un pieve (l'attuale parrocchia), sufficiente per soddisfare le esigenze dei credenti.
Nell'839 il vescovo di Verona Rotaldo conferisce la plebem S. Martini de Gretiana (forse il nome del santo san Martino viene tirato in causa da una deformazione, nel tempo, di "mariana", anche considerato che san Martino era il protettore dei militari e siamo al tempo delle invasioni barbariche) al diacono Audone.
Fu in questo periodo che frequenti si registrarono i casi di giovani che si consacrarono a Dio a alla Chiesa. Un esempio è offerto dal vescovo Nokterio, figlio di un Ademario, nativo di Grezzana la quale a quel tempo aveva anche un grandioso castello o rocca fortificata. Nokterio divenuto vescovo di Verona con l'approvazione del re Berengario "senza che ci sia stato prima un vincolo feudale (un servizio), ma solo per benevolenza", cioè senza aver sborsato un soldo e senza essere passato attraverso gli uffici di corte, dove di solito si faceva carriera. La sua nomina a vescovo può essere posta attorno al 900, succedendo direttamente ad Adalardo. Fondò un ospedale, donò ai canonici della cattedrale parecchi possessi nella vane, prodigo con i poveri, morì in edificante povertà nel 928 e fu sepolto nella cattedrale di Verona. Il suo testamento è il primo documento nel quale si legge il nome di Grezzana: "dono la mia fattoria nel territorio di Grezzana (in loco Graciana)… e la mia parte di castello". La sua iscrizione nel duomo dice di lui che "salì al cielo spogliato di ogni cosa", compresi i suoi servi, ai quali concedeva non solo la libertà, ma anche un piccolo patrimonio perché non vivessero in miseria.

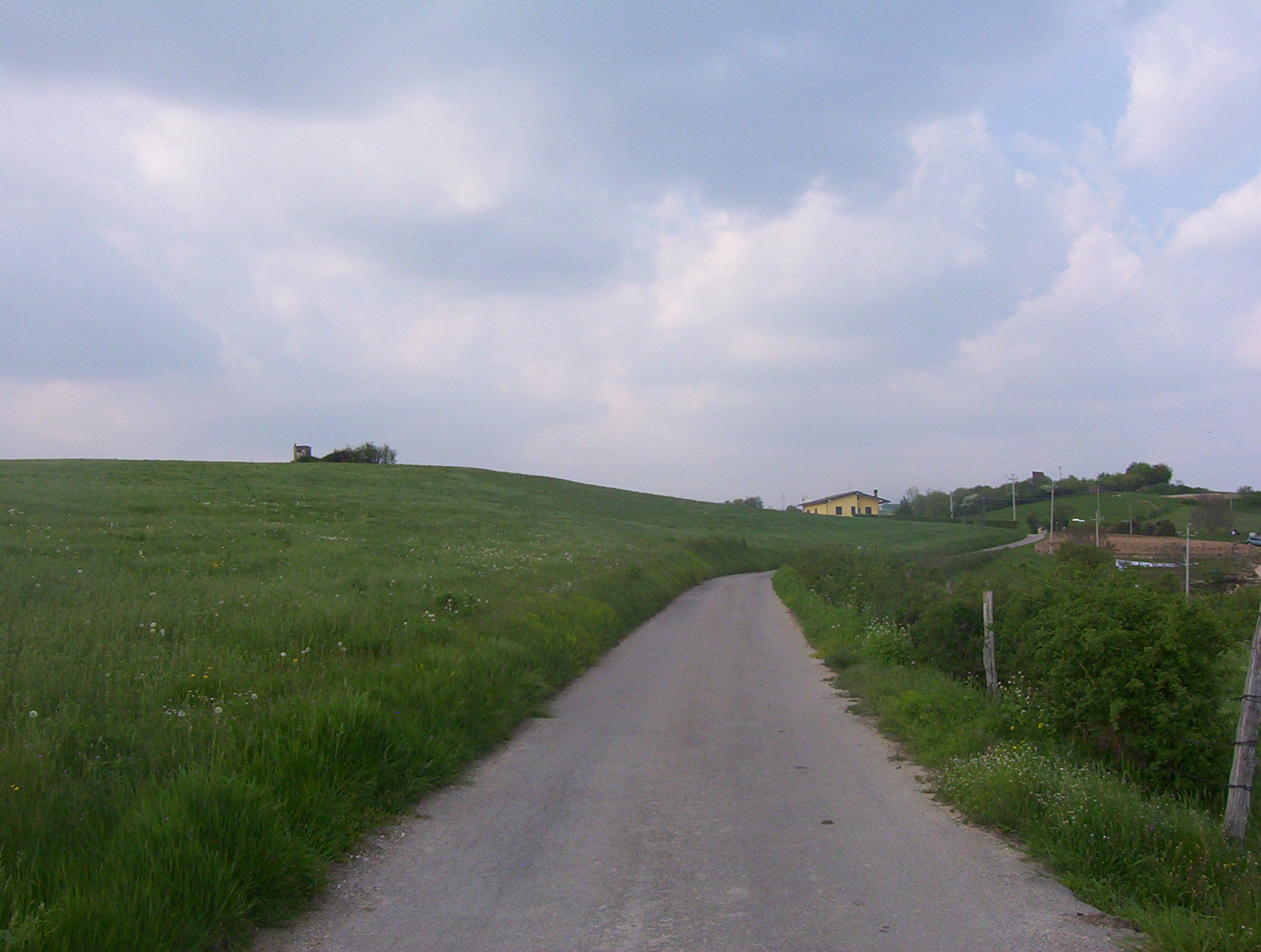
Strada sulle colline sopra Grezzana

Nel Medioevo quindi Grezzana appartenne al Capitolo (specie di confraternita di sacerdoti presso il vescovado della città) di Verona, poiché il vescovo Nokterio aveva posto il paese sotto la cura e l'amministrazione dell'arciprete a dell'arcidiacono della chiesa cattedrale di Verona, mentre nel castello gli abitanti potevano rifugiarsi nel pericolo.
Il primo sacerdote addetto al paese del quale si parli è un certo Ademperto o Adremperto esistito intorno all'anno 1010.
Nel 1214 Grezzana si liberò dalla amministrazione del capitolo della cattedrale. La parte superiore del campanile è di quest'epoca, la base invece è dell'epoca romana.
Fu poi sotto dominazione della Repubblica di Venezia.
Nel 1411 viene costruito nella piazza un ospedale (opera eccezionale per quel tempo): l'ospedale di San Bartolomeo.
Verso il 1500 cominciano a staccarsi le prime frazioni (Azzago 1578; Bosco 1612; Erbezzo 1672).
Nel 1630 ci fu la terribile peste ricordata anche dai Promessi sposi. Vi sono poi prepotenze di conti e signorotti che si servono di un certo bandito Falasco.
Perfino la rivoluzione francese si fa sentire: il comune di allora retto da fanatici sopprime l'ospedale S. Bartolomeo e si appropria dei beni.
Testimonianze dell'epoca e di quelle seguenti mostrano un profondo attaccamento ai valori religiosi della vita e un senso di serenità anche di fronte ad avvenimenti "internazionali" di allora (caduta di Napoleone e impero austriaco).
Nel 1866 Grezzana entrò a far parte del regno d'Italia come comune autonomo.

### Simboli
Lo stemma e il gonfalone sono stati concessi con decreto del presidente della Repubblica dell'11 giugno 1997.
Stemma
(Art. 4 c. 1 dello Statuto comunale)
Gonfalone
(Art. 4 c. 1 dello Statuto comunale)

## Monumenti e luoghi d'interesse

### Architetture religiose
- Chiesa di San Micheletto in Tavigliana - XI secolo
- Chiesa delle Sante Maria ed Elisabetta - XV secolo
- Chiesa di San Clemente - XV secolo
- Chiesa di Sant'Apollinare - XV secolo
- Chiesa di San Pietro - XIX secolo
- Chiesa di Sant'Andrea Apostolo - XIX secolo
- Chiesa di San Nicola da Tolentino - XVIII secolo

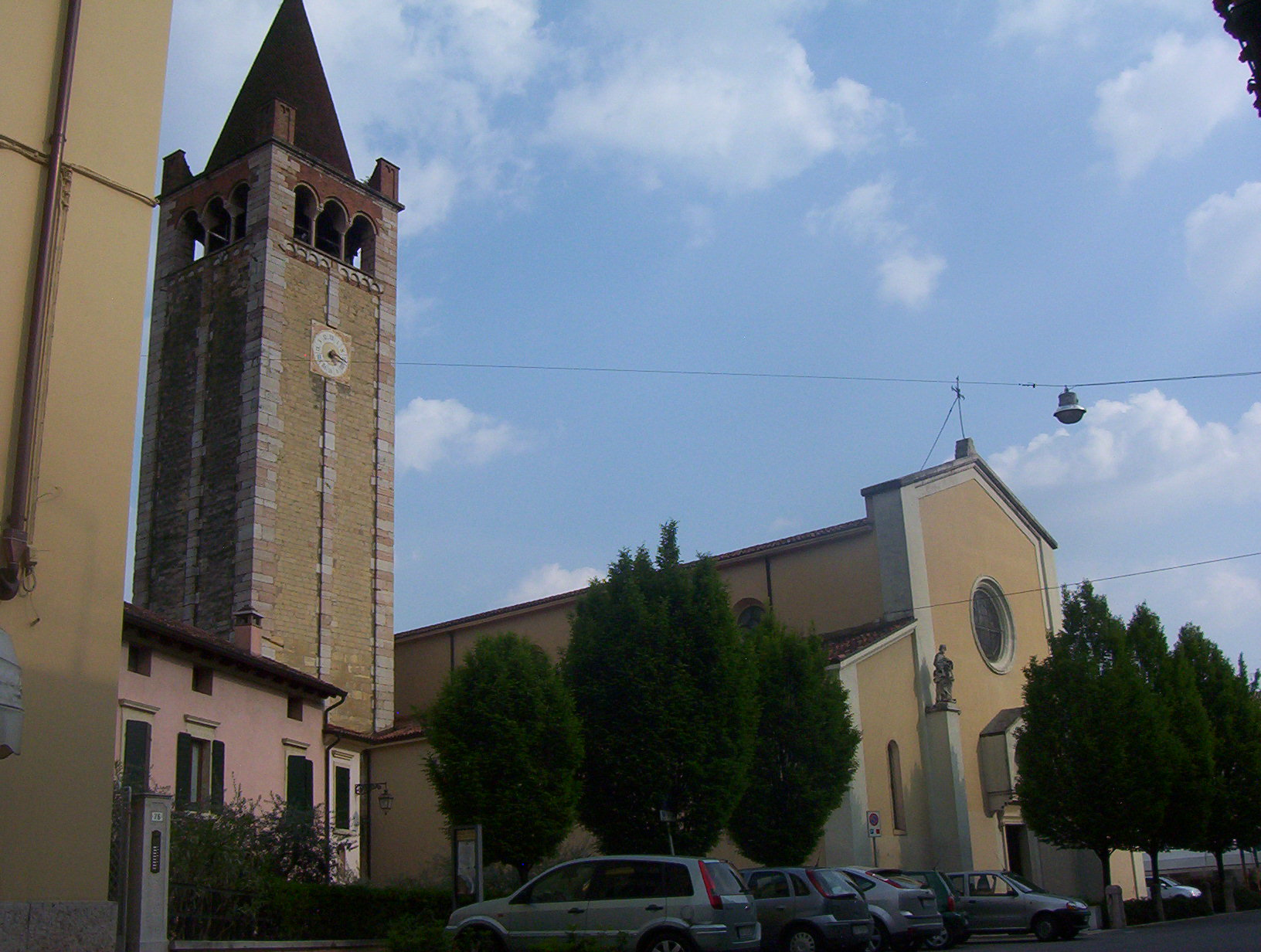
Chiesa parrocchiale di Santa Elisabetta

### Ville
- Villa Pavarana - XV secolo
- Villa Arvedi - XVII secolo
- Villa Pellegrini - XVIII secolo
- Villa Carrara Mezzanelli Malaspina - XV secolo
- Villa Bevilacqua Lazise Giusti[9]

### Fortificazioni
- Rifugio Falasco - XVII secolo

Nelle cavità delle bastionature rocciose si trovano i resti di un rifugio che era utilizzato da una banda di delinquenti. La torre e il riparo risalgono all'epoca medievale, quando fungevano da rifugio, luogo di guardia per il controllo degli accessi alla valle e base per scorrerie banditesche.
- Forte Santa Viola - XX secolo
- Ex bunker del Comando Forze Terrestri Alleate del Sud Europa della Nato, denominato in codice "Back Yard".

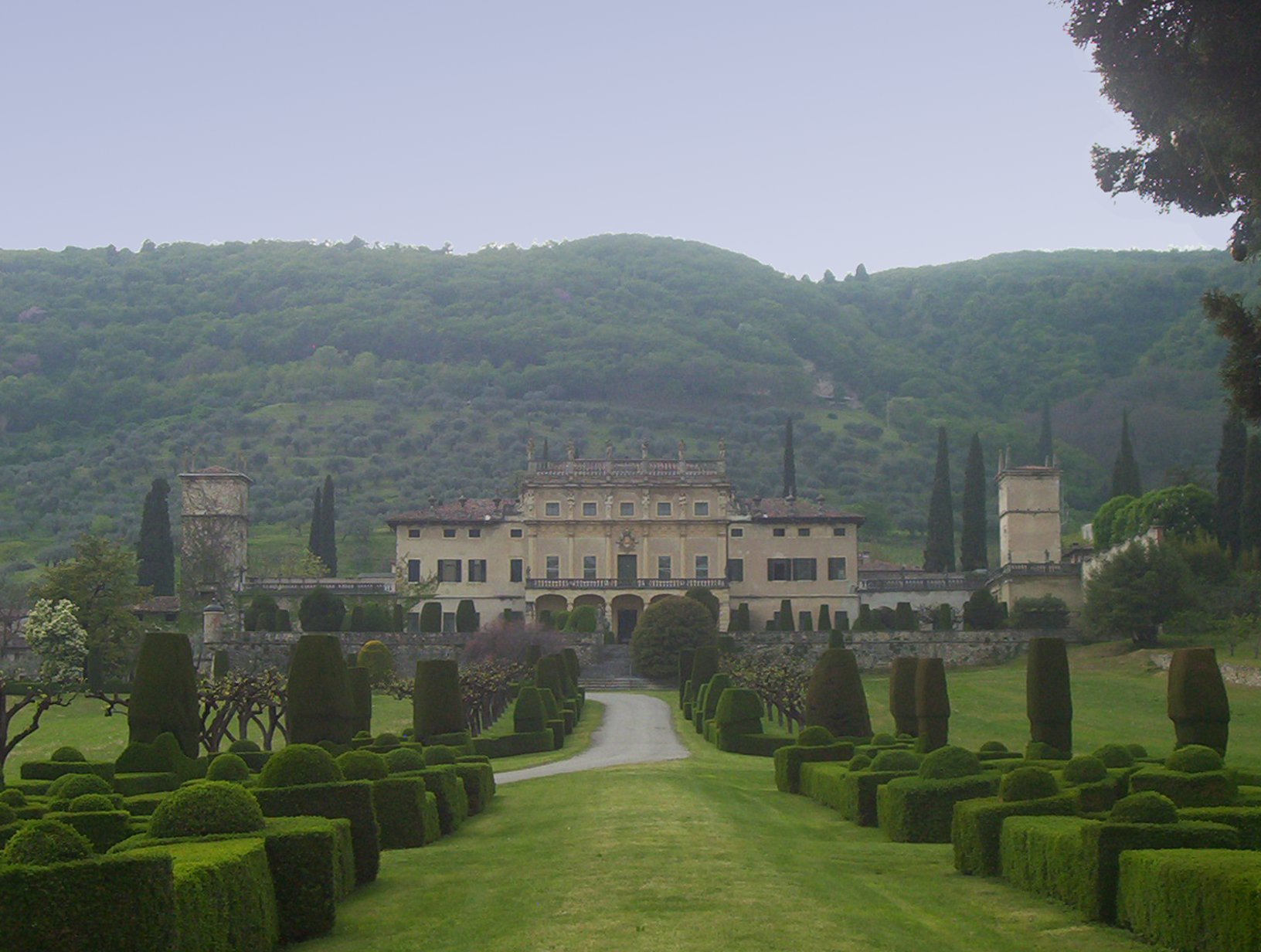
Villa Arvedi

### Siti archeologici
- Riparo Tagliente - I reperti finora rinvenuti documentano una presenza umana di circa 80.000 anni. Da datarsi tra il 13.500 e l'11.000 a. C. sono alcuni reperti di osso e pietra con raffigurazioni di animali. Tra le più famose un leone inciso su un blocco che faceva parte di una sepoltura e un magnifico stambecco, sicuramente uno dei più belli di tutto il Paleolitico superiore, inciso su un ciottolo di fiume. Il sito si trova in via Tessare, località Stallavena.[senza fonte]

## Società

### Evoluzione demografica
Abitanti censiti

## Cultura
È presente nel territorio del comune di Grezzana il Centro Giovanile "Peraro" (NOI Associazione).
Di notevole interesse è Il centro culturale Eugenio Turri. È principalmente frequentato da studenti ma propone eventi culturali aperti a tutta la cittadinanza

### Automobilismo
Dal 1958 al 1968 il territorio comunale è stato teatro della prestigiosa gara automobilistica denominata "Stallavena-Boscochiesanuova", anche conosciuta come la "Cronoscalata più veloce d'Europa", che si svolgeva sulla strada provinciale del Monti Lessini.

### Letteratura
Il paese è citato nel romanzo Festa di nozze di John Berger.

## Economia
È zona di produzione del vino Valpolicella DOC con l'appellativo Valpantena, dell'Amarone della Valpolicella e del Recioto DOC.
Distretto della lavorazione del Marmo nella zona di Stallavena/Lugo.

## Infrastrutture e trasporti
Grezzana si trova sulla direttrice che porta ad Erbezzo e a Bosco Chiesanuova. A Stallavena, che è nel comune di Grezzana, comincia la strada che porta a Sant'Anna d'Alfaedo e a Negrar. Grezzana è attraversata dalla SP 34b "di Montecchio", che collega Negrar a Grezzana e dalla SP 6 "dei Lessini", strada provinciale che mette in comunicazione Verona con Camposilvano.
Quest'ultima, fra il 1922 e il 1958, ospitò il binario della tranvia Verona-Grezzana la quale faceva parte di un insieme di tranvie elettriche che caratterizzarono la provincia veronese e rappresentò un importante strumento di crescita per la Valpantena. Nel 1958 la tranvia fu sostituita da una filovia sullo stesso percorso, a sua volta chiusa nel 1980.
Grezzana è collegata all'autostrada A4 (casello di Verona Est) tramite la tangenziale est, il raccordo autostradale che costeggia la parte orientale del comune di Verona.

## Amministrazione
Il territorio comunale è situato nel Parco della Lessinia.
| Periodo        | Periodo      | Primo cittadino   | Partito                                        | Carica  | Note   |
| -------------- | ------------ | ----------------- | ---------------------------------------------- | ------- | ------ |
| settembre 1988 | giugno 1993  | Virgilio Zampieri | Democrazia Cristiana                           | Sindaco | [ 11 ] |
| giugno 1993    | aprile 1997  | Virgilio Zampieri | Democrazia Cristiana                           | Sindaco | [ 12 ] |
| aprile 1997    | maggio 2001  | Plinio Menegalli  | Lista civica                                   | Sindaco | [ 13 ] |
| maggio 2001    | maggio 2006  | Ilario Peraro     | Lista civica                                   | Sindaco | [ 14 ] |
| maggio 2006    | maggio 2011  | Mauro Bellamoli   | Lista civica                                   | Sindaco | [ 15 ] |
| maggio 2011    | giugno 2016  | Mauro Fiorentini  | Lista civica "Grezzana e Frazioni"             | Sindaco | [ 16 ] |
| giugno 2016    | ottobre 2021 | Arturo Alberti    | Lista civica "Cambiamo il Paese"               | Sindaco | [ 17 ] |
| ottobre 2021   | in carica    | Arturo Alberti    | Lega, eletto con lista civica "SìAmo il Paese" | Sindaco | [ 17 ] |